# Surprise (Nebraska)
Surprise è un comune degli Stati Uniti d'America, situato nello Stato del Nebraska, nella contea di Butler.